# Palla (matematica)
In matematica, una palla (bolla o intorno circolare) è un sinonimo di sfera, che le viene preferito nel caso di spazi non tridimensionali e per gli spazi metrici in generale.
Un sinonimo per palla in geometria e topologia, e in ogni dimensione, è disco; tuttavia, una palla tridimensionale è chiamata generalmente sfera, e una palla bidimensionale (ad esempio un cerchio nel piano) è chiamata generalmente disco.

## Spazi metrici
Sia {\displaystyle M} uno spazio metrico. La palla (aperta) di raggio {\displaystyle r>0} centrata nel punto {\displaystyle p} di {\displaystyle M} è definita come
{\displaystyle B_{r}(p)=\{x\in M\mid d(x,p)<r\},}
dove {\displaystyle d} è la distanza o metrica. Se il simbolo di minore ({\displaystyle <}) è sostituito dal simbolo di minore o uguale ({\displaystyle \leq }), la definizione precedente diventa quella di una palla chiusa:
{\displaystyle {\bar {B}}_{r}(p)=\{x\in M\mid d(x,p)\leq r\}.}
Occorre comunque prestare attenzione al fatto che la chiusura di una palla aperta {\displaystyle B_{r}(p)} in generale non coincide con la palla chiusa {\displaystyle {\bar {B}}_{r}(p)}, bensì è inclusa. D'altronde, un elemento {\displaystyle x} di {\displaystyle B_{r}(p)} appartiene alla sua chiusura se e solo se esiste una successione di elementi di {\displaystyle B_{r}(p)} di cui {\displaystyle x} è il limite. Può essere che {\displaystyle d(x,p)\leq r} ma non esistere una successione suddetta.
Nota in particolare che una palla (aperta o chiusa) include sempre {\displaystyle p} stesso, poiché {\displaystyle r>0.} Una palla unitaria (aperta o chiusa) è una palla di raggio 1.
Nello spazio euclideo {\displaystyle n}-dimensionale  con l'ordinaria metrica euclidea, se lo spazio è la retta, la palla è un intervallo, e se lo spazio è il piano, la palla è il disco interno a un cerchio. Gli oggetti a quattro dimensioni e superiori sono chiamati iperpalla e ipersfera. Vedi quest'ultima per "volume" e "area".
Con altre metriche la forma di una palla può essere differente, ad esempio:
- in 2 dimensioni:
  - con  la norma 1 (cioè nella geometria Manhattan) una palla è un quadrato con le diagonali parallele agli assi coordinati;
  - con la distanza di Chebyshev una palla è un quadrato con i lati paralleli agli assi coordinati;
- in 3 dimensioni:
  - con la norma 1 una palla è un ottaedro regolare con le diagonali interne parallele agli assi coordinati;
  - con la distanza di Chebyshev una palla è un cubo con gli spigoli paralleli agli assi coordinati.

Nota che in molti casi le palle ruotate non sono palle.

### Nozioni correlate
Le palle aperte, rispetto a una metrica {\displaystyle d} formano una base per la topologia indotta da {\displaystyle d} (per definizione). Questo significa tra l'altro che tutti gli insiemi aperti in uno spazio metrico possono essere scritti come unione di palle aperte.
Un sottoinsieme di uno spazio metrico è limitato se è contenuto in una palla. Un insieme è totalmente limitato se, dato un qualsiasi raggio, è coperto da un numero finito di palle di quel raggio.

## Spazi topologici
In uno spazio topologico, una palla (aperta o chiusa) è un sottoinsieme omeomorfo alla palla euclidea (aperta o chiusa) descritta sopra, ma talvolta privo della sua metrica. Una palla è nota per la sua dimensione: una palla {\displaystyle n}-dimensionale è detta {\displaystyle n}-palla e indicata con {\displaystyle B^{n}} o {\displaystyle D^{n}}. Per {\displaystyle n} e {\displaystyle m} distinti, una {\displaystyle n}-palla non è omeomorfa a una {\displaystyle m}-palla. Una palla può non essere liscia; se è liscia, non è necessario che sia diffeomorfa a una palla euclidea.